# Chico (Kalifornie)
Chico je nejlidnatější město v Butte County v americkém státě Kalifornie. V roce 2010 zde žilo 86 187 obyvatel. Město je kulturním, ekonomickým a vzdělávacím centrem severního Sacramentského údolí a domovem Chico State University a Bidwellova parku, 25. největšího městského parku ve Spojených státech a 13. největšího městem vlastněného parku, který tvoří více než 17 % rozlohy města.
Další města v blízkosti metropolitní oblasti Chica (s populací přes 212 000) jsou Paradise a Oroville, mezi menší města a vesnice patří Durham, Cohasset, Dayton, Hamilton City, Nord a Forest Ranch. Metropolitní oblast Chica je 14. největší metropolitní oblast v Kalifornii.

## Historie

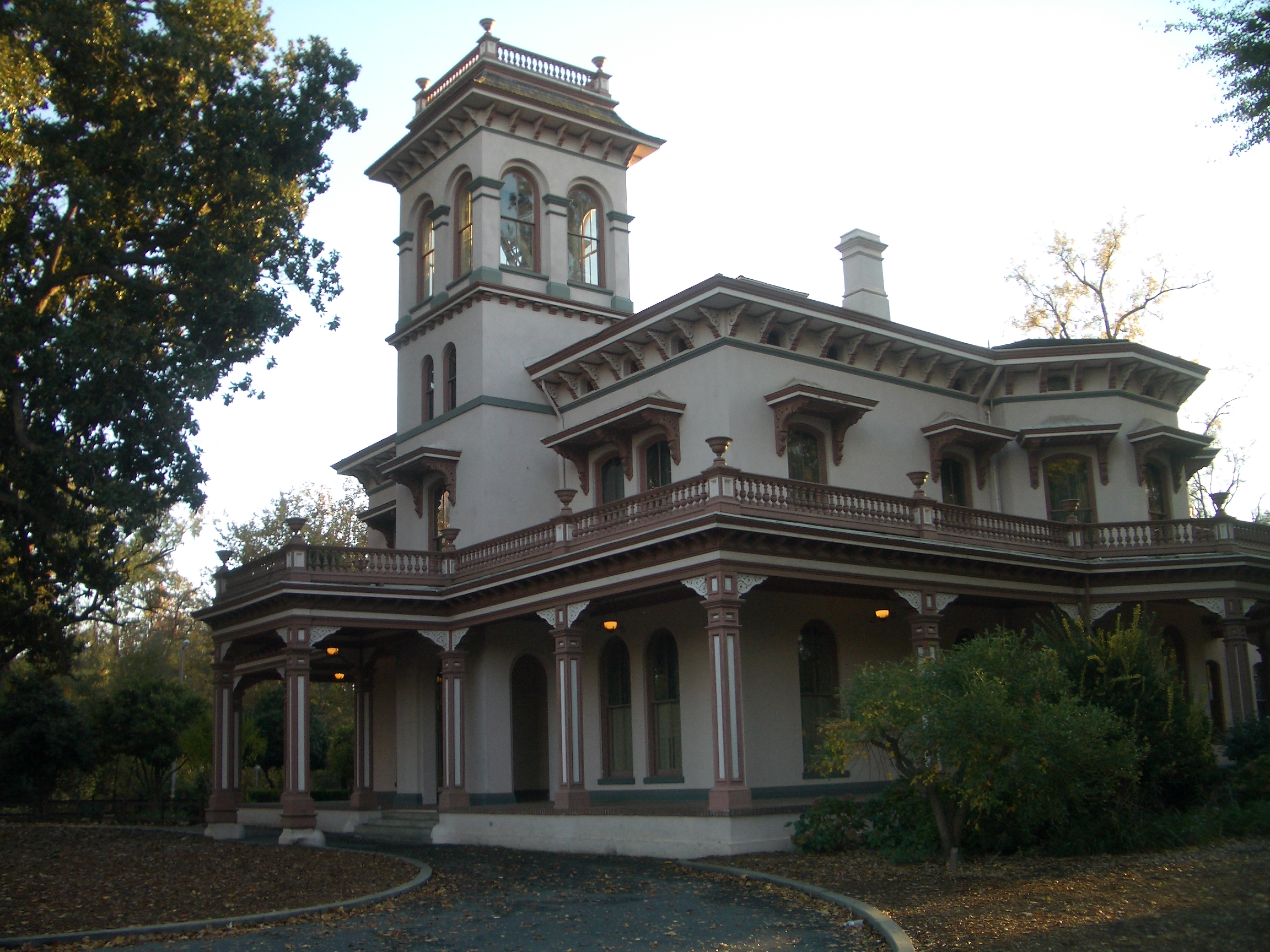
Bidwell Mansion, domov zakladatele města Johna Bidwella a jeho ženy Annie

Původními obyvateli oblasti, nyní známé jako Chico, byli příslušníci indiánského kmene Mechoopda.
Chico bylo založeno v roce 1860 Johnem Bidwellem, členem jednoho z prvních karavanů, které dorazily do Kalifornie v roce 1843. Během americké občanské války, 26. srpna 1863, byla založena vojenská jednotka Camp Bidwell (pojmenovaná právě po Johnu Bidwellovi, v té době brigádním generálovi kalifornské milice), která se skládala z jedné jízdní a dvou pěchotních rot. Na začátku roku 1865 se tato jednotka začala nazývat Camp Chico, protože v té době bylo v severní Kalifornii založeno jiné vojenské stanoviště nazvané Camp Bidwell, později přejmenované na Fort Bidwell. Město bylo zaregistrováno 8. ledna 1872.
Když bylo Chico zaregistrováno, stalo se domovem významné čínské komunity, nicméně v únoru roku 1886 čínská čtvrť vyhořela po zapálení žháři a čínská komunita město opustila.
Historik W. H. Hutchinson definoval pět nejdůležitějších událostí v historii Chica. Jsou jimi příchod Johna Bidwella v roce 1850, připojení města ke Kalifornské a oregonské železnici v roce 1870, založení Chico State University v roce 1887, koupě Sierra Lumber Company společností Diamond Match Company v roce 1900 a rozvoj vojenské letecké základny (která se později přeměnila v civilní letiště).
Mezi další významné události patří výstavba dálnice 99E v raných 60. letech 20. století a vyhlášení „zelené linie“ při západní hranici města z důvodu ochrany zemědělských pozemků.

## Geografie
Chico se nachází na severovýchodním konci Sacramentského údolí, jedné z nejúrodnějších zemědělských oblastí na světě. Pohoří Sierra Nevada se táhne východně od města, městské pozemky sahají několik kilometrů do předhůří. Na západě od města teče řeka Sacramento.

## Demografie
Podle sčítání obyvatel žilo v Chicu v roce 2010 celkem 86 187 lidí. Hustota obyvatel byla 1 005,5/km².

## Partnerská města
- Tamsui, Nová Tchaj-pej, Tchaj-wan
- Pascagoula (Mississippi), USA